# Iliana
Iliana là một chi bướm ngày thuộc họ Bướm nâu.